# Desmond Harrison
Desmond Harrison, britanski general, * 1896, † 1984.